# 河野康弘
河野康弘（こうの やすひろ、1953年11月13日 - ）は、日本のジャズピアニスト。奈良県生駒市出身、奈良県立郡山高等学校卒業、大阪芸術大学芸術学部中退。

## 来歴
大学中退後、矢沢永吉のバックバンド、中村雅俊の伴奏などを務め、
1983年にジャズピアニストとしてアルバム「ピース」河野康弘トリオ+1でデビュー。
1988年　リチャード・デイビス（B）とツアー。
1991年　湾岸戦争をきっかけに平和と環境保護をテーマに活動をはじめ組曲「四万十川」発表。
湾岸戦争をきっかけに、「ジャズ」というジャンルにとらわれず、スタンダードから童謡まで広く扱うようになる。
1992年　約450万台のピアノが眠っていることを知り「冬眠ピアノお目覚めコンサート」開始。
1993年　第三世界ショップ伊丹に協力してケニアに日本の不要ピアノを贈る。ピアノリサイクル活動の開始。
1994年　「河野康弘と愉快な仲間たち」結成、自然を扱った楽曲を演奏する。
1994年～1996年　ブリュッセルピアノフェスティバル参加
1996年　南アフリカへ文化交流に参加
1997年　8月6日・広島現代美術館で世界ではじめての被爆ピアノ演奏
1998年　8月6日・原爆ドーム前でマル・ウォルドロンと被爆ピアノ２台での平和コンサート開催
1988年～2007年　南アフリカ共和国からレインボースターズ（多人種の子どもコーラス）を招き平和コンサート「地球ハーモニー」開催
1999年　イスラエル・パレスチナ自治地区公演
2001年　ベトナム公演、北アフリカ・エリトリア公演
2002年　ピースボート乗船　船上平和コンサート開催。
2004年　タイ王国公演
2007年　韓国公演
2008年　朝鮮民主主義共和国公演
2012年　東京から放射能避難して京都に拠点を移す
2015年～2017年　ジンバブエのジャナグルと地球ハーモニーコンサート開催
2019年　世界11ヵ国（日本を含む）にリサイクルピアノ寄贈300台になる
2022年11月18日　三枚目のリーダーアルバム「Song of Island　河野康弘Trio+1」 がイギリスＢＢＥより全世界発売

## 著書
- 『お目覚めピアノでワッハッハ〜世界をつなぐ地球ハーモニー』河野康弘・河野明佳 共著 （リサイクル文化社）

## アルバム＆曲
- 『ピース』
- 『ワッハッハ60分一本笑舞』
- 『可部列車で行こう!!』
- 『冬眠ピアノお目覚めコンサート』
- 『もののけ姫』
- 『BRUSSELS PIANO FESTIVAL III』
- 『テイク・ファイブ』
- 『組曲 大淀川』
- 『源流からのメッセージ』
- 『心 “HEART”』
- 『PRINCESS SAYAKA』
- 『組曲 四万十川』
- 『組曲 江の川』
- 『DAVIS & KONO DUO』
- 『組曲　嵐山』